# Calle Al-Shuhada
La Calle Al-Shuhada (en árabe: شارع الشهداء) (literalmente Calle de los Mártires) es una calle en Hebrón, en los territorios controlados por Palestina.
Shuhada es la calle principal que conduce a la Tumba de los Patriarcas; solía ser el mercado mayorista central de la región de Hebrón, debido a su ubicación central en la tumba, y por su cercanía a la estación de autobuses y la estación de policía, que la convirtió en lugar de reunión natural. Después de los disturbios posteriores a la masacre de la Cueva de los Patriarcas de 1994, Israel cerró unilateralmente la calle para los palestinos. En la década de 2000, de conformidad con el Protocolo de Hebrón, la calle estuvo completamente reabierta al tráfico vehicular árabe; sin embargo, las tiendas permanecieron cerradas. Partes de la calle se cerraron de nuevo a los palestinos debido a los disturbios en la Segunda Intifada.
Tras el cierre de todas las tiendas palestinas, las oficinas municipales y gubernamentales palestinas, y tras la mudanza de la estación central de autobuses a una base del ejército israelí, al- Shuhada se convirtió prácticamente en un lugar fantasma.